# Oliebeleid van Japan
Het Japanse oliebeleid is er in de eerste plaats opgericht om de afhankelijkheid van olie en de olie-exporterende landen te verminderen, om zo de stabiliteit en zekerheid van de algemene energievoorziening te waarborgen. Japan is immers als grondstofarm land voor zijn energievoorziening haast volledig afhankelijk van het buitenland. Alle olie, de energiebron die voor meer dan de helft instaat voor de energieopwekking in Japan, moet worden ingevoerd.
Het oliebeleid van Japan laat zich vertalen in een aantal concrete doelstellingen. Zo is een eerste betrachting het aandeel van olie in de algemene Japanse energievoorziening te reduceren, dit door middel van energiebesparingen en de ontwikkeling van alternatieve energiebronnen. Verder tracht men de beschikbaarheid van olie te verzekeren door de aanleg van oliereserves, het vrijwaren van stabiliteit op de internationale politieke scène en het afsluiten van oliecontracten in zo veel mogelijk verschillende landen. Ook het in handen nemen van het hele olieontginnings- en transportproces onder de naam "hinomaruolie" is een belangrijke pijler van het Japanse oliebeleid.
De oliepolitiek van Japan kan echter niet probleemloos ten uitvoer worden gebracht. Hiervan getuigen spanningen met de Verenigde Staten en China.

## Afhankelijkheid van olie als energiebron beperken
Japan is zich al meerdere decennia bewust van het feit dat olie zowel politiek als economisch een wispelturige energiebron is. Buitenlandse mogendheden en leveranciers hebben immers zowel de kwantiteit als de prijszetting in handen. De afhankelijkheid van buitenlandse olie maakt Japan kwetsbaar, een gegeven dat sterk is doorgedrongen bij de Japanse burger. De afhankelijkheid van olie als energiebron beperken vormt dus een belangrijke leidraad doorheen de Japanse politiek. Een doelstelling die men op meerdere manieren wenst te behalen, zowel door te besparen op energieverbruik als door het ontwikkelen en gebruiken van alternatieve energiebronnen.

### Energiebesparing/ efficiëntie
Reeds in 1979 met het aannemen van de Energy Conservation Law werd een gestructureerd energiebezuinigingsbeleid op poten gezet, dat niet ondergaan maar integendeel gedragen wordt door de bevolking. Opiniepeilingen hebben aangetoond dat meer dan driekwart van de Japanners energiebesparing ziet als een verantwoordelijkheid waarvoor ze willen betalen.
Elektronicafabrikanten worden door de overheid verplicht om energiebesparende producten op de markt te brengen, die tot 60 % minder elektriciteit verbruiken dan gelijkaardige Europese of Amerikaanse producten. Sinds 2001 is daarom in Japan een labellingsysteem in gebruik voor huishoudelijke apparatuur, waarmee onmiddellijk informatie beschikbaar is over de energiezuinigheid van de apparaten. Japan heeft zich voorgenomen om tegen 2010 zijn energieverbruik te verminderen met een hoeveelheid die groter is dan het totale huidige energieverbruik van alle Japanse huishoudens. Dit alles heeft ervoor gezorgd dat de Japanse energieconsumptie per persoon slechts ongeveer de helft bedraagt van deze in de Verenigde Staten.
Japan heeft daarbij snel begrepen dat bezuinigen op energieverbruik niet mag beperkt blijven tot de binnenlandse markt, maar dat dit een wereldwijd probleem is dat dan ook een internationale aanpak vereist. Vooral de economische snelgroeiers als China – nu al na de VS de op een na grootste energieverbruiker ter wereld – maar ook India en Rusland vertonen op energiegebied een reuze honger. De explorerende energiehonger van deze landen – die nog maar nauwelijks hun status van ontwikkelingsland kwijt zijn - zal in de komende decennia een belangrijke stempel drukken op de wereldeconomie.
Door het grotendeels ontbreken van de nodige technologie, ondersteund door een energiebewust beleid, is de efficiëntie waarmee deze nieuwe economische reuzen met energie omgaan bedroevend laag. Niet alleen economisch slecht, maar ook een ramp voor het milieu. Niet alleen om de aarde te redden, maar ook uit welbegrepen eigenbelang verspreidt Japan dan ook technologie op het gebied van energiebezuiniging: hoe minder de andere landen verbruiken, hoe meer er overblijft voor de eigen noden.

### Andere energiebronnen

#### Nucleaire energie
Japan is zeer geavanceerd en gedreven bezig met de ontwikkeling van futuristische energiebronnen, maar men is realist genoeg om te beseffen dat er vandaag rijst op het bord en dus onmiddellijk beschikbare energie moet zijn. De Japanse overheid is dan ook op het vlak van kernenergie duidelijk minder schroomvallig dan de Belgische regering. Al moet hier worden opgemerkt dat zowel de Belgische regering als de Europese commissie hun bocht met betrekking tot kernenergie hebben ingezet. Hoe dan ook, Japan denkt absoluut niet aan afbouw, maar aan een verdere uitbouw van zijn kernenergie en dit onder het motto van snelle en ruime beschikbaarheid gekoppeld aan milieuvriendelijkheid door het beperken van de broeikasgassen. In Japan bestaan dan ook plannen om naast de bestaande vijftig kerncentrales nog eens twintig centrales bij te bouwen.

#### Aardgas
Aardgas is een andere schone en snel beschikbare energiebron en Japan geeft op dit vlak blijk van een reuze honger, die onder meer met betrekking tot het eiland Sachalin ernstige rivaliteit oplevert met die andere energievreter, China. Aardgas blijft een prioriteit voor Japan en dit zowel vanwege de milieuveiligheid als vanwege de geografische spreiding van de winningsgebieden, die de afhankelijkheid van politiek gevoelige gebieden als het Midden-Oosten verkleint.

#### Hernieuwbare en nieuwe energie
In 1997 nam Japan een wet aan over de promotie van alternatieve energiebronnen, waarin alternatieve energiebronnen worden gedefinieerd als zonne-energie, windenergie, geothermische energie (Japan is vulkanisch), afval gegenereerde energie en afvalwarmte. Ook alternatieve energiedragers voor voertuigen behoren tot deze categorie. Japan wenst in één decennium het aandeel van zijn alternatieve energiebronnen in zijn primair energieaanbod te verdriedubbelen.
Het onderzoeksinstituut NEDO (New Energy and Industrial Technology Development Organization) in Tokio is een semi-overheidsorganisatie, die uitdrukkelijk tot doel heeft door het onderzoek naar en de praktische ontwikkeling van alternatieve energiebronnen Japan minder afhankelijk te maken van de politiek gevoelige oliestroom uit het Midden-Oosten.
In het door het Octrooicentrum Nederland, afdeling Kennisontwikkeling en Beleidsvorming in 2005 gepubliceerde rapport "Green Power" komt Japan duidelijk naar voren als de natie die op het vlak van alternatieve energie het meest actief is. Japan is volgens dit rapport zonder meer het belangrijkste land op het gebied van duurzame energie in het algemeen, gevolgd door de VS en Duitsland. Bij zonne-energie scoort het land van de rijzende zon duidelijk het best, bij windenergie moet het alleen Duitsland laten voorgaan, terwijl bij energie uit water Japan weer op kop ligt. Ook bij energie gewonnen uit aardwarmte behoort Japan tot de top drie van de wereld. Japan is wereldleider op het gebied van geavanceerde en baanbrekende technologieën, zoals waterstof- en brandstofceltechnologie en nanotechnologie. Deze laatste technologie moet toelaten om machines op uiterst kleine schaal te ontwikkelen, waardoor betere prestaties worden bereikt met minder verbruik van energie. De toenmalige Japanse premier, Junichiro Koizumi, nam in december 2002 de eerste in serieproductie vervaardigde door waterstof aangedreven auto in gebruik.
De binnenlandse verkoop van de Prius van Toyota met zijn hybride motor werd niet toevallig gestart op de laatste dag van de klimaatconferentie, die heeft geleid tot het Kyoto-protocol.
Op 16 februari 2005 is het Kyoto-protocol, waarbij de industrielanden overeenkwamen om de uitstoot van broeikasgassen gemiddeld met 5 % te verminderen vergeleken met het niveau van 1990, officieel in werking getreden. Sinds Kyoto is milieu business, big business geworden. Vele Japanse bedrijven, onder wie Toyota, hebben dat goed begrepen. De film van Al Gore, An Inconvenient Truth, over klimaatwijziging kon daar op stormachtig applaus rekenen. Hun Prius gaat een gouden toekomst tegemoet.

## Oliereserves
Om in noodsituaties te voorzien, zoals olieblokkades en oorlog, heeft Japan een aanzienlijke nationale oliereserve opgebouwd. De olievoorraad van Japan is sinds september 2003 goed voor 167 dagen, wat maakt dat plotse onderbrekingen in de olieaanvoer kunnen opgevangen worden.
Verder probeert Japan door middel van internationale samenwerkingsverdragen een nog grotere veiligheid in te bouwen. Zo zet Japan zich via het Internationaal Energie Agentschap (International Energy Agency, afgekort als IEA, in het Engels) in om het systeem van noodmaatregelen bij energiecrises te verbeteren. Het IEA verplicht lidstaten een substantiële olievoorraad aan te leggen, die bij een olietekort kan worden aangewend om elkaars energievoorziening te garanderen.
Ten slotte is Japan ook actief in het opzetten van Aziatische systemen die bij crisissituaties de olienood moet ledigen. Dit gebeurt via organisaties als ASEAN+3 en de Asia-Pacific Economic Cooperation (APEC).

## Zorgen voor internationale stabiliteit

### Betrokken regio's
Daar Japan voor het overgrote deel van haar olievoorziening op buitenlandse bronnen is aangewezen, heeft ze er alle belang bij dat deze toevoer stabiel en betrouwbaar is. Hierin spelen hoofdzakelijk het Midden-Oosten en in mindere maar toenemende mate de Westkust van Afrika een grote rol. Voornamelijk de samenhang onderling en stabiliteit in de golfregio waren een eerste vereiste voor het behouden van goede internationale relaties, en dus toegang tot de olievoorraden. Hetgeen zeer duidelijk werd met het olie-embargo van 1973, alsook tijdens Golfoorlog in 1991. Een hoofdzuil van Japans rol in het zorgen voor internationale stabiliteit betreft dan ook de relaties met de betrokken landen in het vredesproces van het Midden-Oosten, zijnde Egypte, Jordanië, Syrië, Libanon, Israël en de Palestijnse Autoriteit. Goede relaties met de VS zijn onontbeerlijk gezien zij de grootste olieverbruiker zijn in deze regio.
Om toegang te krijgen tot de oliereserves van Centraal-Azië (meer bepaald Kirgizië, Oezbekistan, Tadzjikistan en Kazachstan) moet Japan steeds meer optornen tegen de groeiende energiehonger van China, waardoor stabiliteit in de regio vaak als agendapunt het onderspit moet delven voor goede relaties met China. De overblijvende olieproducenten bevinden zich voornamelijk onder de ASEAN-landen en bij staten langs internationale scheepvaartroutes.

### Midden-Oosten
Japans positie ten opzichte van deze regio is geheel om economische redenen, daar het cultuurhistorische verleden van de twee regio's weinig tot geen verband hebben. (De VS heeft b.v. een uitgebreide en invloedrijke Joodse gemeenschap, en de grote spelers van Europa (met name Engeland en Frankrijk) waren verantwoordelijk voor de willekeur waarmee de regio werd opgesneden en verdeeld na 1916) Er heerst een duidelijk besef binnen de Japanse regering dat vrede en stabiliteit in het Midden-Oosten niet bereikt kan worden zonder de oplossing van de complexe en moeilijke problemen binnen de conflictzone die al meer dan een eeuw aan de gang zijn. Zonder economische stabiliteit is een vredesproces niet mogelijk. Onder de laag van geweld en terrorisme liggen diep gewortelde economische problemen en extreme armoede. Door aan de economie van de conflictgebieden te werken en steun te leveren, tracht Japan de vlagen van geweld en vernieling te doorbreken en onnodig te maken.

#### Egypte, Jordanië, Syrië, Libanon, Israël en Palestijnse Autoriteit
Op de Oslo-akkoorden in augustus 1993, tekenden Washington D.C., Israël en de PLO een vredesovereenkomst die er hoopvol uitzag. Na deze historische gebeurtenis vergrootte Japan zijn steun aan de Palestijnen aanzienlijk, en beloofde in een maand later $200 miljoen vrij te maken tegen 1999-2000. Sindsdien heeft Japan zich toegelegd op een reeks Assistance-Programs in het veld van infrastructuur, scholen, ziekenhuizen en werkgelegenheid. Tegen 2002 zal het assistentiebudget tot $630 miljoen gestegen zijn en in Oktober 1999 organiseert Japan in Tokio de Palestine Assistance Coordination Conferentie. Na het tragische opflakkeren van het geweld met het uitbreken van de Tweede Palestijnse Intifada in september 2000, maakt Japan een noodbudget van nog eens $50 miljoen vrij voor medicijnen, voedsel en werkgelegenheid.
In juni 2002 bezoekt Minister van Buitenlandse Zaken Noriko Kawaguchi Palestina en Israël, alwaar hij een "grondplan voor Japanse hulp in overeenkomst met het verloop van het vredesproces". Een voorstel met als doel Japans louter passieve financiële bijdrage om te zetten in een actieve en direct bruikbare verbetering van het vredesproces.
Japan breidde zijn steun uit naar de andere conflictstaten in de regio en werd zo de grootste donor in de tweede helft van de jaren 90 in Syrië en Jordanië, en kwam op de vierde plaats in Egypte (na de VS, Duitsland en Frankrijk) en vergrootte haar assistentie in Libanon.
In januari 1992 werd Japan na de Moscow Meeting for Multilateral Negotiations on the Middle East een actieve medewerker in multilaterale hulpverleningsprocessen, werd het voorzitter van de EWG, en werd het de 'Shepherd' of hoeder, van toerisme binnen de EDWG. Tezelfdertijd promootte Japan in de Water Management Working Group een project om de verspreiding van drinkbaar water in Jordanië uit te breiden. Vanaf februari 1996 neemt Japan deel aan de VN vredesoperaties in het Midden-Oosten, en 45 Japanners zijn constant actief in de UNDOF op de Golanvlakte in Syrië.
Sinds het eind van de jaren 90, is door de toenemende vijandigheden de hulpverlening in het slop geraakt en bemoeilijkt.
Met Israël onderhoudt Japan een stabiele relatie door een constante van dialoog en regelmatige bezoeken van Japans ministers van Buitenlandse zaken. Ook vele leden van de Israëlische Regering bezoeken Japan, o.a. de Eerste Ministers Yitzchak Rabin in 1994 en Benjamin Netanyahu in 1997.

#### Deelname aan oorlog Irak
Op 13 juni 2003 dient het Koizumi-kabinet een wetsvoorstel in betreffende speciale maatregelen van Humanitaire en Reconstructieve Assistentie in Irak. Ondanks het groeiend aantal problemen alsook slachtoffers in Irak, begon Koizumi Japanse Zelfverdedigingstroepen te sturen in december 2003. Uit de timing en de beslissing om president Bush in de omstreden oorlog te steunen door de Japanse Zelfverdedigingstroepen te sturen, rijst de vraag wat voor gevolgen de keuze zou hebben voor een Japans Midden-Oostenbeleid. De regering benadrukte dat de beslissing zelfstandig was genomen, zonder druk vanwege de VS. Volgens velen was het grootste probleem hier hoe Japans beleid in het Midden-Oosten vorm te geven; Gezien de scherpe kritiek tegenover de oorlog in Irak (vanwege zowel de Arabische, de Aziatische en niet in het minst de Europese gemeenschappen) hielp de beslissing Japan zeker niet in het verbeteren met de relaties en zijn positie in het Midden-Oosten.

#### Afghanistan
Al vanaf midden '80 werd de grote impact van Afghanistan in het bewaren van de vrede in de regio duidelijk voor Japan. De vaststelling kwam van een kleine groep regiospecialisten binnen het Ministerie van Buitenlandse Zaken en werd door de regering erkent. Het was dan ook geen toeval dat de eerste Japanse Adviseur voor de VN vredesmacht naar Afghanistan werd gestuurd in 1988.

#### Pogingen om reikwijdte buitenlands beleid te vergroten.
Het vredesverdrag dat resulteerde uit de akkoorden van Genève in april 1988 en de terugtrekking van de Sovjetlegers in 1989 brachten geen vrede en stabiliteit terug in Afghanistan. Er brak een burgeroorlog uit en in 1996 bezette de Taliban Kabul. Sinds deze periode van opflakkerend geweld besliste Japan een internationale conferentie op poten te zetten met als doel vrede en de reconstructie van Afghanistan.
Japans grootste steun aan Afghanistan, begon pas na 9/11. De initiële reactie was gericht op een meer algemeen gevecht tegen het terrorisme maar Japan heeft daarbij haar traditionele agendapunten met betrekking tot humanitaire en reconstructieve hulp niet opzij gezet. In november 2001 hielden de VS en Japan een wereldtop om de reconstructie van Afghanistan te bespreken, die meteen werd gevolgd door een eerste ronde van de Executive Assistance Group datzelfde jaar in December, bijgewoond door de VS, de EU, Japan en Saoedi-Arabië in Washington.
Op 21 en 22 januari 2002 hield de International Conference on Assistance and the Reconstruction of Afghanistan plaats te Tokio. 61 landen en 21 internationale organisaties kwamen samen en $4,5 miljard werden vrijgemaakt, waarvan $500 miljoen afkomstig van Japan, die terreinen als reconstructie van de lokale gemeenschappen, ontmijning, onderwijs, medicatie, media infrastructuur, verbetering van vrouwenposities etc. voor zijn rekening nam. Tegen begin 2003 had Japan reeds $375 miljoen (waarvan $282 miljoen voor reconstructie en $93 miljoen voor humanitaire voorzieningen) van de beloofde som overgeheveld.

#### Het begrijpen van de islamsamenlevingen
In januari 2001 deed Minister van Buitenlandse Zaken Yohei Kono een toekomstgerichte speech in Doha, in de Verenigde Arabische Emiraten. Hierin benadrukte hij het belang van Japans olieconnectie met de Golflanden, maar wees Kono vooral op de multilaterale basis waarop hij de relaties wou vestigen in de toekomst. Hij onderstreepte de nood van een uitgebreidere kennis en begrip van de Arabische wereld voor Japan, die diende verwezenlijkt te worden door direct en nabij contact en uitwisseling. Kono bracht enkele concrete voorstellen aan, waaronder het aangaan van een nieuwe, open dialoog met de Islamitische wereld.

Er werden een aantal uitwisselingsseminaries uitgevoerd, een minuscule investering, met de ijdele hoop dat daaruit een beter begrip zou komen tussen de twee samenlevingen in de toekomende decennia.

### Afrika
Om minder afhankelijk te worden van het Midden-Oosten investeert Japan in Afrikaanse olieproducerende landen. Doordat deze landen veelal te kampen hebben met postkoloniale problemen, extreme armoede, burgeroorlogen, economische buitensluiting op de internationale markt etc. stuurt ook hier Japan weer aan op humanitaire hulpmiddelen om een stabiele olieleverende regio te onderbouwen. In het laatste decennium is een spectaculaire stijging van hulpverlening aan het adres van Afrikaanse landen aan de westkust, de Golf van Guinee, Centraal en Zuid-Afrika te bemerken, gaande van noodhulp in crisissituaties tot actieplannen ter bestrijding van de verspreiding van besmettelijke ziekten als hiv, malaria, tbc etc.
- Noodhulp aan Nigeria na pijpleidingsexplosie, October 1998
- Noodhulp aan Nigeria na overstroming, September 2001
- Hulpverlening voor Malariabeperking in Nigeria door het "Trust Fund for Human Security", January 2003
- Action Plan in Combatting Infectious Diseases in Africa, juni 2005
- Ontwapeningsovereenkomst tussen Japan en Libië, April 2006
- Nieuwe hulpverleningsprojecten in Afrika, juni 2006

## Geografische diversificatie van olieleveranciers
Japan is op gebied van grondstoffen erg afhankelijk van het buitenland. Met ruwe olie is dit in heel hoge mate het geval en dan in het bijzonder van het Midden-Oosten. In het jaar 2001 was men voor 88,4 % van de totale olie-invoer afhankelijk van het Midden-Oosten (vergelijk met de Verenigde Staten die slechts voor ongeveer 25 % van deze regio afhankelijk zijn, en het Verenigd Koninkrijk maar 4 %). Deze bijna volledige afhankelijkheid is allerminst wenselijk omdat lokale prijsstijgingen en crisissen in het Midden-Oosten onvermijdelijk een enorme weerslag hebben op de Japanse economie.
Teneinde dit te vermijden gaat Japan nu op zoek naar andere landen die olie kunnen leveren waarvan ze telkens maar in beperkte mate van afhankelijk zijn. Een crisis in een van deze landen zou dan slechts een beperkte impact hebben op de Japanse economie.
Japan zoekt zo onder andere een nieuwe toekomst van oliediplomatie in Afrika. Hoewel Japan hier met China als concurrent heeft af te rekenen, heeft Japan in oktober 2005 toch een overeenkomst kunnen sluiten met Libië. Vijf Japanse bedrijven hebben de toestemming gekregen complexen uit te bouwen voor oliewinning. Ook in de rest van Afrika heeft Japan belangen op het oog: begin 2006 werden er missies, samengesteld uit ingenieurs, afgevaardigden van handels- en oliebedrijven, naar Mauritius en Tsjaad gestuurd om feiten te verzamelen.
Een andere belangrijke regio wordt gevormd door voormalige Sovjet-Unielanden in Centraal-Azië. In juni 2006 werd er door Japan, Kirgizië, Oezbekistan, Tadzjikistan en met Kazachstan als observator een actieplan goedgekeurd om de krachten te verenigen ter bestrijding van drugshandel en armoede en ter bevordering van de handel in de regio.
Japan heeft ook Afghanistan hierbij uitgenodigd omdat het droomt van een systeem van pijpleidingen en wegen van Centraal-Azië via Afghanistan naar de Indische Oceaan dat het vervoer van olie en aardgas moet bevorderen.

## Hinomaruolie
"Hinomaru" (Hinomaru 日の丸 "zonnecirkel") verwijst naar de Japanse vlag, waarop de opgaande zon staat afgebeeld. "Hinomaruolie" is de term die men hanteert om te verwijzen naar de olie die afkomstig is van Japanse oliebedrijven in het buitenland. Het gaat met name om olie die ontgonnen, verwerkt en getransporteerd wordt door Japanse bedrijven.
Om de controle op de olie-invoer te vergroten, heeft de Japanse overheid het verhogen van het huidige aandeel Hinomaruolie op de agenda staan: men wil van de huidige 15 % overgaan naar 40 % tegen het jaar 2030. Om deze doelstelling te bekomen heeft de Japanse overheid de bedrijven "Inpex Corp" en "Teikoku Oil" overtuigd samen te smelten om zo een sterke speler te kunnen worden op de internationale markt. De verenigde holding werd "Inpex Holdings" gedoopt en de Japanse overheid is met 29,3 % van de aandelen in handen de grootste aandeelhouder. Ondanks de bundeling van de krachten is Inpex Holdings echter vooralsnog relatief kleinschalig in vergelijking met de buitenlandse concurrenten.

## Problemen

### Verenigde Staten
Japan is sinds de bezetting door de Verenigde Staten na afloop van de Tweede Wereldoorlog altijd in zekere mate afhankelijk geweest van dit land. Op gebied van buitenlandse aangelegenheden wordt er door Japan nog steeds zeer veel rekening gehouden met de mening van de Verenigde Staten. Niet zelden belemmert deze relatie het voluit nastreven van Japans eigen belangen. Een voorbeeld hiervan speelt zich af in Iran.
Azadegan, een Iraans olieveld dat tevens een van de grootste van de Golfregio is, speelde een belangrijke rol voor de Japanse ambities om het "Hinomaruolie" –percentage te verhogen.
Het is door het door de overheid gesteunde Impex Holdings gekocht en na de afwerking van dit project zou er een grootschalige leverancier van Hinomaruolie ontstaan zijn.
Azadegan werd echter tijdens de Irak-Iranoorlog zwaar bezaaid met mijnen en is nog steeds onveilig werkterrein. Daar komt bij dat de Japanse overheid onder zware druk is komen te staan van de Verenigde Staten om het Azadegan-project op te geven. Iran weigert namelijk zijn uraniumwinningsprogramma op te geven en schept daarbij het vermoeden van militaire ambities in het buitenland. Amerikaanse critici verwijten Japan inconsequentie omdat ze zeer assertief willen reageren op de nucleaire tests van Noord-Korea en anderzijds weigeren Azadegan helemaal op te geven. Een ander argument dat de Amerikanen aanhaalden om Japan te overhalen zich terug te trekken uit Azadegan was dat het beleid van Iran het hele Midden-Oosten kan destabiliseren en zo de energietoevoer van Japan in het gedrang kan brengen. Door de praktische hindernissen enerzijds en de Amerikaanse tegenwind anderzijds bleef Inpex de ontwikkeling van het project maar uitstellen, waarop de Iraanse overheid druk uitoefende op Inpex door te dreigen met het verval van het contract als de plannen niet onmiddellijk werden aangevat.
Impex had 3/4e van de aandelen in het Azagedan-project maar verklaarde op 10 oktober 2006 dat het 65 % van dit aandeel aan National Iranian Oil Company overdraagt.
Met nog maar 15 % resterend valt de belangrijkste bron voor Hinomaruolie weg en zal de Japanse overheid het over een andere boeg moeten gooien. In november 2006 begint Japan inspanningen te doen om de diplomatieke banden met het aangrenzende Irak, het land met de op twee na grootste oliereserve van de wereld, te verbeteren.

### China
Japan en China zijn respectievelijk de derde en tweede grootste olieverbruikers van de wereld en hun ruimtelijke nabijheid leidt dan ook tot een hevige concurrentie tussen beide partijen.
De toenemende strijd tussen Japan en China om energie en politieke invloed gaat vooral om de Oost-Chinese Zee, Rusland, Centraal– en Midden-Azië.
De laatste jaren is de concurrentie ook begonnen over oliegebieden in Afrika, waar ze beiden proberen betere diplomatieke en economische contacten te leggen om hun invloed te vergroten.
Nu toont Japan ook belangstelling voor Irak na de teleurstelling in Iran maar China heeft hier waarschijnlijk toch een streepje voor. Japan heeft namelijk sterke banden met de Verenigde Staten en China is in zijn beleid veel minder onderhevig aan de opinie van Washington. China heeft meer ervaring in het onderhouden van economische contacten met landen die door de Verenigde Staten als vijandige staten worden beschouwd en zal dus waarschijnlijk meer kans hebben om toegang te krijgen tot de Iraakse oliebronnen.